# Славець-Дворський
Славець-Дворський (пол. Sławiec Dworski) — село в Польщі, у гміні Новоґруд Ломжинського повіту Підляського воєводства.
У 1975-1998 роках село належало до Ломжинського воєводства.